# أسفل شعب الصريمي (يافع)

تعديل مصدري - تعديل

اسفل شعب الصريمي هي إحدى قرى عزلة لبعوس بمديرية يافع التابعة لمحافظة لحج، بلغ تعداد سكانها 84 نسمة حسب تعداد اليمن لعام 2004.